# Сёо
Сёо (яп. 勝央町 Сё:о:-тё:) — посёлок в Японии, находящийся в уезде Кацута префектуры Окаяма. Площадь посёлка составляет 54,09 км², население — 10 989 человек (1 августа 2014), плотность населения — 203,16 чел./км².

## Географическое положение
Посёлок расположен на острове Хонсю в префектуре Окаяма региона Тюгоку. С ним граничат города Цуяма, Мимасака и посёлки Наги, Мисаки.

## Население
Население посёлка составляет 10 989 человек (1 августа 2014), а плотность — 203,16 чел./км². Изменение численности населения с 1980 по 2005 годы:
| 1980 | 10 382 чел. |  |
| 1985 | 11 469 чел. |  |
| 1990 | 11 539 чел. |  |
| 1995 | 11 669 чел. |  |
| 2000 | 11 428 чел. |  |
| 2005 | 11 263 чел. |  |